# Словацький демократичний і християнський союз — Демократична партія
Словацький демократичний і християнський союз — Демократична партія (словац. Slovenská demokratická a kresťanská únia — Demokratická strana, SDKÚ-DS) — християнсько-демократична партія, яка діє в Словаччині.
2000 року прем'єр-міністр Мікулаш Дзурінда створив партію Словацький демократичний і християнський союз. Установчий з'їзд партії відбувся в Братиславі 18 листопада 2000. На парламентських виборах 2002 року партія отримала 15,09 % голосів і провела 28 депутатів до парламенту. Прем'єр-міністром залишився лідер партії Мікулаш Дзурінда. На президентських виборах 2004 року кандидат від СДХС Едуард Кукан отримав у першому турі 22,09 % голосів, поступившись Івану Гашпаровичу, який став президентом у другому турі, менше 0,2 % голосів.
21 січня 2006 СДХС і близька до неї Демократична партія провели об'єднавчий з'їзд, унаслідок чого партія отримала нинішню назву. На парламентських виборах 2006 року партія отримала 18,35 % голосів і провела 31 депутата в парламент, однак панівну коаліцію сформувала лівоцентристська партія Курс — соціальна демократія, через що СДХС-ДП пішла в опозицію. Після виборів 2010 року партія увійшла до коаліційного уряду, який очолила член СДХС-ДП Івета Радічова. На парламентських виборах 2012 року партія отримала 6,09 % голосів і 11 місць у парламенті і була змушена перейти в опозицію.
Партія також представлена в Європарламенті. За підсумками виборів 2004 року в ньому було представлено 3 депутати з 14 місць, відведених для Словаччини, а за підсумками виборів 2009 року — 2 депутати з 13 місць, призначених для Словаччини.